# Ladislav Hejdánek
Ladislav Hejdánek (10. května 1927 Praha – 28. dubna 2020 Praha) byl český filosof, kritický žák Emanuela Rádla, Josefa Lukla Hromádky a Jana Patočky, jeden z mluvčích Charty 77 a profesor Evangelické teologické fakulty Univerzity Karlovy.

## Život
Hejdánek se po válce aktivně podílel na činnosti středoškolské a vysokoškolské YMCA (křesťanské sdružení mládeže) a byl posledním předsedou pražského sdružení Akademické YMCA v roce 1949, když byla její činnost zastavena. V roce 1946 začal studovat matematiku, poté přešel na filosofii a sociologii. Ve středu 25. února 1948 se připojil k několika tisícům vysokoškolských studentů, kteří šli na Hrad žádat prezidenta Edvarda Beneše, aby nepřijímal demisi nekomunistických ministrů. V roce 1952 dostudoval filosofii na Filosofické fakultě Univerzity Karlovy s disertační prací Pojetí pravdy a některé jeho ontologické předpoklady. Jeho učiteli filosofie byli Jan Blahoslav Kozák a Jan Patočka. Nežijícím, ale rozhodujícím učitelem se mu stal Emanuel Rádl, jehož Útěchu z filosofie za války opsal na psacím stroji. V protestantském intelektuálním společenství, v YMCA se jeho učiteli stali Josef Lukl Hromádka, Josef Bohumil Souček a Božena Komárková.
V roce 1953 se oženil s Hedou Kofránkovou a vychovali spolu čtyři dcery. S Jakubem Trojanem, Alfrédem Kocábem, Janem Šimsou, Boženou Komárkovou, Milanem Balabánem, Janem Čapkem, Jaroslavem Pfannem, Jaromírem Procházkou, Ladislavem Pokorným a dalšími vytvořili na konci padesátých let reformní evangelické hnutí Nová orientace, jemuž šlo o občanskou interpretaci evangelia do tehdejších společenských, církevních i politických poměrů, což činilo těžkou hlavu StB, církevním tajemníkům i církevnímu vedení. Navázal přátelské ekumenické vztahy s demokraticky orientovanými katolíky – především s Jiřím Němcem, s nímž několik desetiletí úzce spolupracoval na filosofické, křesťanské i politické frontě, dále se Zdeňkem Bonaventurou Boušem, Václavem Freiem, Karlem Flossem, Janem Sokolem a dalšími. V šedesátých letech se účastnil dialogu křesťanů s marxisty, především s Karlem Kosíkem a Milanem Machovcem. Podílel se jako pravidelný přispěvatel a později jako člen redakční rady na vydávání kulturně teoretického časopisu Tvář (členem redakční rady byl vedle jiných Václav Havel, mezi přispěvatele 3. a 4. ročníku patřil mladý Václav Klaus). Když byla Tvář v roce 1965 zastavena, protestoval otevřeným dopisem u šéfa ideologického oddělení ÚV KSČ Zdeňka Mlynáře.
Zaměstnání odpovídající vzdělání získal až v roce 1968, kdy byl na doporučení Jana Patočky přijat do Filosofického ústavu ČSAV. V letech 1968 a 1969 se podílel prostřednictvím překladů, psaní úvodů a následných recenzí na vydání řady děl filosofů a teologů, např. Karla Jasperse, Emanuela Rádla, Alfreda Northa Whiteheada, Teilharda de Chardin a dalších. Od dubna 1971 byl propuštěn z Filosofického ústavu, v listopadu téhož roku byl uvězněn pro údajný podíl na letákové předvolební akci, kdy Jan Tesař, Jaroslav Šabata a další upozorňovali na volební práva spoluobčanů – např. nejít k volbám či škrtat navržené kandidáty. Ve vězení napsal pro dceru Malý úvod do filosofie. Po půlroční vazbě byl propuštěn a na dvou soudech odsouzen k nepodmíněnému trestu 9 měsíců.
Pracoval jako noční vrátný, topič a skladník, vedle toho vedl domácí semináře pro studenty Evangelické teologické fakulty. Významně se podílel na vystoupení Charty 77 doporučením, aby se Charta 77 právně opřela o mezinárodní pakty o lidských a občanských právech. V letech 1977–1980 byl dvakrát mluvčím Charty, kdy nastoupil nejprve na místo zesnulého Jana Patočky, poté (spolu s Jiřím Hájkem) na místa uvězněných mluvčích Václava Bendy a Jiřího Dienstbiera. Po téměř čtyři roky psal své Dopisy příteli, jimiž reagoval na aktuální politickou situaci, zabýval se stavem společnosti i věd, vysvětloval postoje a stanoviska Charty 77, zamýšlel se nad českou filosofickou tradicí, křesťanstvím, reformním i dogmatickým marxismem a povzbuzoval k občanské iniciativě, statečnosti a odpovědnosti.
V roce 1980 zahájil veřejně známé pondělní bytové semináře pro zájemce o filosofii, kam přijížděli významní zahraniční hosté, především z Francie a Holandska, ale také z USA, Německa, Belgie, Velké Británie a dalších zemí, např. Paul Ricoeur, Jacques Derrida, Hans van der Horst, Donald Davidson, Thomas Nagel, Richard Rorty. Roku 1985 založil filosofický časopis Reflexe a podílel se na filosofickém profilu nakladatelství ΟΙΚΟΥΜΕΝΗ. V letech 1987–89 publikoval v samizdatových Lidových novinách, kde zároveň působil jako člen redakční rady.
V roce 1990 diplomaticky odmítl žádost prezidenta Václava Havla, aby se stal místopředsedou Čalfovy vlády (tzv. vlády národního porozumění) a dal přednost filosofii. Téhož roku se habilitoval jako docent filosofie na Evangelické teologické fakultě, která byla přijata do svazku Univerzity Karlovy. Stal předsedou obnovené Jednoty filosofické. V roce 1992 byl jmenován profesorem filosofie na Filosofické fakultě téže univerzity. Na univerzitě vyučoval do druhé poloviny 90. let, do konce života žil v Písku.

## Myšlení
Hejdánkovu filosofii nelze přiřadit k žádnému etablovanému filosofickému směru. Blíže má ke kontinentálnímu způsobu myšlení než k analytickému. I když jsou v jeho myšlení patrné myšlenkové postupy fenomenologie, filosofie existence, hermeneutiky, procesuálního realismu a marxismu, byl jedním z mála českých filosofů, kteří se odvažovali promýšlet a formulovat vlastní systematickou filosofii, pokud ne vůbec jediný. Filosoficky se zaměřoval především na otázky pravdy a víry, kterou zkoumal filosoficky, ne teologicky. Otázku pravdy tematizoval především z hlediska ontologického (kosmologického), a to nejen ve filosofii a teologii, ale i v oblasti umění, vědy, dějin a politiky.
Vycházel z české filosofické a theologické tradice, v níž problém pravdy, především v myšlení Masaryka a Rádla, ale také u J. L. Hromádky, J. B. Součka a Boženy Komárkové zaujímá klíčové místo. Vedle myslitelů, kteří Hejdánka inspirovali nejen svým myšlením, ale také životními a společenskými postoji, vedl celoživotní kritický dialog se svým učitelem Janem Patočkou. Vedle domácích myslitelů byl ve filosofickém hledání a myšlení inspirován mysliteli evropskými, Husserlem ve věci intencionality a intencionálních předmětů, Heideggerem v pojetí časovosti, dějinnosti a pravdy, Whiteheadem pro procesuální pojetí událostí a dění a Jaspersem v existenciálně pojaté filosofii i víře. Z teologů to byl Barth pro důraz na filosofickou reflexi teologického jazyka, Bonhoeffer jako autor nenáboženské interpretace křesťanství a důrazu na odpovědnost za svět, Teilhard de Chardin jako teoretik vědy, který myslí na pomezí přírodních věd, teologie a filosofie, Gerhard Ebeling, který jako první přichází s myšlenkou absolutního pojetí Ježíšovy víry, tedy ne, co Ježíš o víře říká, ale jak sám věří, víry jako nové životní orientace.
Od raného mládí byl silně zaujat přírodou a přírodními vědami, zvláště biologií, miluje květiny a vše živé, jeho filosofické bádání vždy vykazovalo interdisciplinární rysy. V tom mu byl Rádl, který byl původně biologem, později teoretickým biologem, filosofem živé přírody i filosofem společnosti, obzvláště blízký. Ve studii o Rádlově pojetí pravdy v roce 1952 přirovnal pravdu k Severce a Rádla ke kompasu.
Fenomény pravdy a víry zkoumal jako nepředmětné skutečnosti, události, nejsoucna. Konfrontoval řecké pojmové myšlení, které zakládá metafyziku, ale zároveň se pokoušel o přesné pojmové vyjádření a uchopení, s židovsko-křesťanským myšlením zaměřeným na víru, životní praxi a do budoucna. Podroboval kritice západní metafyziku jako předmětné myšlení a pokoušel se uchopit lidský život i svět v jeho ne-předmětné povaze. Rádl ho oslovoval větami: „Pravda neexistuje, ale platí“, „Nemáme pravdu, ale pravda má nás“. Pravda je v Hejdánkově pojetí základním kritériem, je kritériem všech věcí i sebe sama (Spinoza). Pravda přichází z budoucnosti, má charakter aktuální výzvy, na kterou buď reagujeme, odpovíme, nebo přicházíme o jedinečnou příležitost, o novou přítomnost, budoucnost i minulost. Přicházející pravda zakládá novou, pravou skutečnost, není však pravdou o sobě, je pravdou pro nás, tedy záleží na našem přijetí a naší odpovědi.
Pro zkoumání nepředmětných skutečností, nejsoucen a pro přípravu nepředmětného myšlení zakládá novou filosofickou disciplínu: méontologii (disciplína o nejsoucím). Méontologii pěstuje v myšlení o myšlení – logologii, v myšlení přírody, filosofické fyzice, v lidském jednání – filosofické etice, i ve filosofické politice. Nové systematické méontologie zůstaly v náčrtech, čekají na své dopracování a publikaci. O méontologii mluví jako o první filosofii. Je otázka, zda nepředmětná, tedy negativní metafyzika není metafyzikou svého druhu podobně jako negativní teologie je také teologií. Na druhou stranu si musíme položit otázku, zda lze v západní filosofii metafyziku překonat či ji uniknout bez opuštění půdy filosofie, jak se o to pokoušel Heidegger i Wittgenstein.
Kořeny nepředmětného myšlení pravdy pocházejí z biblické tradice, především z tradice starozákonních proroků a Ježíše, evangelijního myšlení. V novější myšlenkové tradici sledoval Hejdánek vlamování se nepředmětného u Hegela, mladého Marxe, v Rádlově rozlišení víry jako důvěry a víry jako teorie, v personalistické a dialogické filosofii. Židovsko-křesťanské motivy filosoficky promýšlel a rozpracovával prostřednictvím nezpředmětňujícího myšlení, jehož úkolem je nenechat se chytit do pasti tradiční i novověké metafyziky. Směle vstupoval do dialogu s teology, přírodními vědci, historiky, umělci i politiky. Dialog, a to často kritický, polemický dialog s konkrétním etickým a politickým ostřím, se stával součástí jeho filosofické i politické praxe, jak dosvědčuje jeho bohatá veřejná intelektuální činnost. Hejdánek svou filosofii chápal jednak jako sókratovský dialog s důrazem na kladení otázek a následnou reflexi a kritiku skutečných i možných odpovědí a jako službu pravdě, která tu je dříve než my, přichází či má přijít a o níž vydává své svědectví.
Seznam publikací v letech 1943–2009 čitá 15 hustě popsaných stran, cca 400 článků a studií.

## Dílo

### Disertační a habilitační práce
- Pojetí pravdy a některé jeho ontologické předpoklady. Praha, 1952. Disertační práce. Universita Karlova v Praze. Filosofická fakulta. Katedra filosofie. Vedoucí práce Jan Blahoslav Kozák. 291 s.
- Filosofie a víra: příspěvek k otázce možnosti a legitimity filosofické reflexe víry jako alternativy reflexe theologické. Praha, 1970. Habilitační práce. Komenského evangelická bohoslovecká fakulta v Praze. 117 s.

### Samizdatově vydané práce
- Dopisy příteli I (dopisy č. 1–21). Praha: Edice Petlice, 1977. Sv. 134.
- Dopisy příteli II (dopisy č. 22–40). Praha: Edice Petlice, 1978. Sv. 150.
- Dopisy příteli I (dopisy č. 1–21). Praha: samizdat, 1978.
- Dopisy příteli II (dopisy č. 22–40). Praha: samizdat, 1979.
- Dopisy příteli III (dopisy č. 41–57). Praha: Edice Petlice, 1979. Sv. 190.
- Dopisy příteli (dopisy č. 1–57). Praha: samizdat, 1980.
- Dopisy příteli III (dopisy č. 41–57). Praha: Edice Petlice, 1980. Sv. 190.
- Filosofie a víra. Praha: OIKOYMENH, 1985. Sv. 1.
- Filosofie a theologie. Praha: OIKOYMENH, 1985. Sv. 2.
- Dopisy příteli IV (dopisy č. 58–62, interview). Praha: OIKOYMENH, 1985. Sv. 3.
- Život a slovo: eseje I. Praha: OIKOYMENH, 1985. Sv. 4.
- Život a slovo: eseje II. Praha: OIKOYMENH, 1985. Sv. 5.
- Nepředmětnost v myšlení a ve skutečnosti. Praha: OIKOYMENH, 1985. Sv. 6.

### Knižně vydané práce
- Lettere a un amico. Bologna: Centro studi Europa orientale, 1979. 220 s. ISBN 88-7293-005-7.
- Wahrheit und Widerstand: Prager Briefe. München: P. Kirchheim, 1988. 292 s. ISBN 3-87410-024-3.
- Filosofie a víra. 1. vyd. Praha: Institut pro středoevropskou kulturu a politiku – Evangelické nakladatelství, 1990. 176 s. ISBN 80-85241-02-1.
- Dopisy příteli. Praha: Institut pro středoevropskou kulturu a politiku, 1993. 136 s. ISBN 80-85241-10-2.
- Nepředmětnost v myšlení a ve skutečnosti. Praha: OIKOYMENH, 1997. 200 s. ISBN 80-86005-39-9.
- Filosofie a víra: Nepředmětnost v myšlení a ve skutečnosti II. 2. rozšířené vyd. Praha: OIKOYMENH, 1999. 256 s. ISBN 80-86005-66-6.
- Havel je uhlík: Filosof a politická odpovědnost. Praha: Knihovna Václava Havla, 2009. 112 s. ISBN 978-80-903518-7-5.
- Setkání a odstup. Praha: OIKOYMENH, 2010. 336 s. ISBN 978-80-7298-120-5.
- Úvod do filosofování. Praha: OIKOYMENH, 2012. 224 s. ISBN 978-80-7298-416-9.
- O umění. Praha: OIKOYMENH, 2014. 144 s. ISBN 978-80-7298-499-2.
- Češi a Evropa. Praha: Ústav pro studium totalitních režimů, 2017. 123 s. ISBN 978-80-87912-95-9.

### Volně přístupné texty
- Drtivá většina Hejdánkových textů je přístupná v Archivu Ladislava Hejdánka
- Objev budoucnosti a umění (Tvář, 1964)
- Kultura tváří v tvář politice (Tvář, 1968)
- Co je dnes zapotřebí (Informace o Chartě 77, 1988) – s. 12–14
- Svobodný duch a univerzita (Lidové noviny, 1990)
- Ježíš jako výzva (Souvislosti, 1990)
- Symbol a skutečnost (Ve jménu života vašeho..., 1991) Archivováno 23. 6. 2016 na Wayback Machine.
- Jak být spravedliví k minulosti? (Úvaha teoretická) (Prostor, 1997) Archivováno 5. 3. 2016 na Wayback Machine.
- Dnešní krize křesťanství a možné východisko (Souvislosti, 1999)
- Řeč pro Vzdělávací nadaci Jana Husa (2006)[nedostupný zdroj]
- Život a počty (Dvakrát dvě je pět, 2011) Archivováno 4. 3. 2016 na Wayback Machine.
- Objekt zvýšené pozornosti (Protestant, 2011)
- Texty v časopise Reflexe
- Texty v časopise Vesmír[nedostupný zdroj]

### Překladatelská činnost
- WHITEHEAD, Alfred North. Matematika a dobro a jiné eseje. Přeložili František Marek a Ladislav Hejdánek. Praha: Mladá fronta, 1970.
- LANDSBERG, Paul Ludwig. Zkušenost smrti. Editor Jiří Němec, přeložili Jan Sokol a Ladislav Hejdánek. Praha: Vyšehrad, 1990.
- EBELING, Gerhard. Co je to víra? In Evangelický kalendář 2001. Praha: Kalich, 2000.

### Editorská činnost
- KOMÁRKOVÁ, Božena. Původ a význam lidských práv. Praha: SPN, 1990.

## Ocenění
- cena Jana Palacha, 1984
- čestný doktorát amsterodamské univerzity, 1987
- francouzský řád Rytíř umění a písemnictví, 1992
- zakládající člen Učené společnosti ČR z roku 1994[8]
- Řád T. G. Masaryka III. třídy, 1995[9]
- čestný doktorát Univerzity J. E. Purkyně v Ústí nad Labem, 2010[10][11][12]
- Cena Václava Bendy, 2014[13]

### Rozhovory
- Dodatečné odmítání dospělosti (Protestant, 2011)
- Filosof se má lidí tázat na to, co oni sami říkají (Protestant, 2011)
- Všechny rozhovory dostupné on-line Archivováno 27. 6. 2020 na Wayback Machine.

### Recenze, komentáře a polemiky
- HAVLÍČEK, Aleš. Otázka lidských a přirozených práv
- CHLUP, Radek. Hejdánek a indická filosofie: kritický rozbor (Nomádva 2007)
- Intencionální předmět a problém předmětných a nepředmětných intencí – ukázka teze ke státní doktorské zkoušce (Ústav filosofie a religionistiky FF UK) Archivováno 4. 3. 2016 na Wayback Machine.
- KEŘKOVSKÝ, Pavel. Setkání a odstup (Protestant 2011)
- ONDRAČKA, Lubomír. Ano, nejméně dvě (Nomádva 2007)
- SOUSEDÍK, Stanislav. Ladislav Hejdánek: Nepředmětnost v myšlení a ve skutečnosti (Distance 1998) Archivováno 27. 6. 2020 na Wayback Machine.
- TIPPELT, Hynek. Nepředmětné myšlení nesubstanční reality (Mezi břehy 2013)
- TROJAN, Jakub S. Zastavení u několika tezí Ladislava Hejdánka (Reflexe 2006)
- Bibliografie sekundární literatury k Ladislavu Hejdánkovi, dostupná on-line Archivováno 8. 6. 2020 na Wayback Machine.